# Постирония
Постиро́ния (пост-иро́ния, от лат. post ― «после» и «ирония») ― сатирический приём, в котором искренность сложно отличить от иронии.
Другими словами, пост-ироничной является ситуация, когда, прикрывая иронию (скрытую насмешку) правдоподобными высказываниями (вскрываемое несоответствие которых «правде жизни» и должно было явить иронию), шутник, в итоге, высказал чистую правду, и смеяться, по большому счёту, оказалось не над чем.
Иногда термин «пост-ирония» используют и в другом значении: переход от иронии к серьёзности, что делает пост-иронию схожей с концепцией «новой искренности», что, однако, не совсем верно. В пост-ироничной ситуации отправитель шутки, скорее, обращает иронию на себя (вольно или невольно) как представителя смыслов, расхождение с которыми высмеивалось.
Среди наиболее ярких примеров проявления пост-иронии в современной культуре можно выделить творчество южноафриканской группы «Die Antwoord», британский комедийный телесериал «Обитель тьмы Гарта Маренги» и фильм Вернера Херцога «Плохой лейтенант». Среди прочих примеров пост-иронии исследователи отмечают сюрреалистический юмор комика Тима Хайдекера, который играет роль человека, живущего постироничной жизнью, в фильме «Комедия» (2012).
Дэвид Фостер Уоллес часто называется родоначальником «пост-ироничной» литературы. Ряд его эссе («E Unibus Pluram», «Fictional Futures and the Conspicuously Young») посвящены описанию данного явления. Сам Уоллес отмечал, что надеется на то, что однажды появится новое течение в литературе, которое выйдет за пределы постмодернистской иронии. Среди прочих «пост-ироничных» писателей исследователи выделяют Дэйва Эггерса, Тао Лин и Алекса Шакара.

## Обзор
Согласно концепции постмодернистской иронии, некоторые вещи должны быть объектами циничного глумления и не должны приниматься всерьёз; согласно «новой искренности», наоборот, некоторые вещи должны восприниматься серьёзно или без иронии, «неиронично» (англ. unironically). Постирония же сочетает в себе эти два подхода следующим образом: в случае, когда нечто абсурдное воспринимается всерьёз или же тогда, когда серьёзность или несерьёзность ситуации неочевидна.
В качестве примера постироничности можно привести фильм «Плохой лейтенант»:

Фильм выдержан в лучших ироничных традициях: отвратительно фальшивый сюжет, дурная актёрская игра и чрезмерное восхваление употребления наркотиков и занятия сексом. Но фильм не просто следует пошлой специфике данного жанра: «Плохой лейтенант» был снят просто великолепно, он содержит тонкие и колкие отсылки ко многим вещам, начиная с межрасовых социальных отношений и коррупции полиции и заканчивая вопросом о том, как можно обрести жизненный успех в американских реалиях.— Мэттью Коллинс, The Georgetown Voice
Поскольку термин становится всё более и более популярным, у него появляются и свои критики:

...существует ряд заблуждений по поводу сущности иронии, содержание которых в недавнее время приняло весьма причудливую форму....«постирония» ныне считается допустимым термином ― сейчас считается очень модным его употреблять в трёх разных значениях: 1) когда ирония заканчивается; 2) когда некто хочет указать на тождество постмодернизма и иронии, а также на то, что два понятия можно объединить одним удобным термином; 3) то, что мы стали ещё в большей степени ироничными, чем были ранее, а поэтому нам необходимо добавить соответствующую приставку, которая бы означила то, что была преодолена ирония в привычном её понимании. Ни одно из этих значений не является правильным.— Зои Уильямс, The Guardian